# Quade Cooper
Quade Cooper (ur. 5 kwietnia 1988 w Auckland) – australijski rugbysta pochodzący z Nowej Zelandii, grający na pozycji łącznika ataku w zespole Reds oraz w reprezentacji narodowej. Triumfator Super Rugby i Pucharu Trzech Narodów w sezonie 2011 oraz zdobywca brązowego medalu podczas Pucharu Świata w Rugby 2011.

## Życiorys

### Dzieciństwo i młodość
Urodzony w Auckland zawodnik po rozstaniu rodziców mając jeden rok zamieszkał z matką w Tokoroa. Tam, wraz z kuzynem Seanem Maitlandem, przeszedł wszystkie szczeble od drużyn U-5 do U-13 w rugby union, grając również w rugby league, a także uprawiając lekkoatletykę. Uczęszczał do Forest View High School wraz z późniejszym All Black – Richardem Kahui. W 2000 roku wziął udział w Roller Mills Rugby Tournament, prestiżowym turnieju dla uczniów szkół podstawowych. Wraz z przyjacielem, Shaunem Kenny-Dowallem, planował wyprawę do Sydney na testy w klubach National Rugby League, jednak ostatecznie zdecydował się na zamieszkanie z ciotką w Brisbane, gdzie po roku dołączyła reszta jego rodziny. Przez rok uczęszczał do Springwood State High School, wypatrzony został jednak przez byłego reprezentanta Australii w obu odmianach rugby – Michaela O’Connora – skauta działającego na rzecz ARU i dzięki jego wstawiennictwu otrzymał stypendium sportowe w prywatnej Anglican Church Grammar School, w której spędził kolejne dwa lata. W latach 2005–2006 występował w pierwszej drużynie tej szkoły, w pierwszym z nich wraz z Davidem Pocockiem. Do siedemnastego roku życia występował także w zespole rugby league, Rochedale Tigers.

### Kariera klubowa
Członek Akademii Reds od 2006 roku, w pierwszym składzie drużyny prowadzonej przez Eddiego Jonesa zadebiutował w listopadzie tego roku w sparingowym meczu z reprezentacją Japonii. Swoje pierwsze spotkanie w Super 14 rozegrał w drugiej kolejce sezonu 2007 przeciwko Crusaders, a do końca sezonu na boisku pojawił się jeszcze dziesięciokrotnie. W sierpniu i wrześniu 2007 roku zagrał we wszystkich ośmiu spotkaniach zespołu East Coast Aces w jedynym rozegranym sezonie rozgrywek Australian Rugby Championship zdobywając jedno przyłożenie. W tym samym roku związał się również z lokalnym klubem Souths. Słabsze występy w znajdującej się na końcu tabeli drużynie skutkujące nawet pojawiającymi się na YouTube klipami ukazującymi nieporadność zawodnika spowodowały, iż po dwóch sezonach gry w Reds rozważał powrót do ojczyzny. W 2008 roku ponownie zaliczył jedenaście ligowych występów, stał się jednak w opinii trenerów dojrzalszym i bardziej konsekwentnym graczem, co zaowocowało również powołaniem do australijskiej kadry seniorów. Były szkoleniowiec tego zespołu Eddie Jones próbował go więc zwerbować do trenowanej wówczas drużyny Saracens, jednak zawodnik przedłużył kontrakt z Reds odrzucając także propozycje New Zealand Rugby Union oraz NRL. W 2009 roku nastąpił dalszy rozwój zawodnika, który wystąpił we wszystkich spotkaniach tego sezonu i stał się podstawowym łącznikiem ataku nękanego przez kontuzje zespołu, który zajął ostatecznie przedostatnie miejsce w rozgrywkach.
Przełomowy dla Coopera okazał się sezon 2010 Super 14 – wystąpił wówczas we wszystkich trzynastu spotkaniach, pobijając kilka klubowych rekordów i sześciokrotnie zdobywając wyróżnienie dla zawodnika meczu, a Reds niespodziewanie zajęli piąte miejsce. Cooper otrzymał ponadto nagrodę za przyłożenie sezonu oraz dla najlepszego australijskiego gracza tych rozgrywek, wyprzedzając Willa Genię i Jamesa O’Connora. Dobry sezon zwiększył jego wartość na rynku transferowym, pojawiły się zatem propozycje spoza Australii oraz przejścia do rugby league, zawodnik jednak przełożył decyzję do zakończenia Pucharu Trzech Narodów. Pomimo pierwotnych informacji o dwuletnim kontrakcie, Cooper związał się ostatecznie z Reds jedynie na jeden sezon. Odrzucił tym samym lukratywne oferty z Francji oraz Parramatta Eels, zwiększając jednak swoje zarobki z okolic 300 tysięcy do około 700 tysięcy dolarów. W 2011 roku Cooper był ostoją zespołu, ponownie występując we wszystkich meczach Reds, kolejny rok z rzędu poprawił własny rekord klubu w ilości zdobytych punktów w sezonie i walnie przyczynił się do zwycięstwa w inauguracyjnej edycji Super Rugby. Za swoje występy zbierał entuzjastyczne recenzje, choć nadal krytykowano jego braki w defensywie. W konkursie na najlepszego australijskiego gracza tych rozgrywek został tym razem wyprzedzony przez partnera z drużyny, Willa Genię. Już w lutym zasugerował chęć przedłużenia kontraktu z Reds i w maju tego roku podpisał roczną umowę, przestały jednocześnie nadpływać oferty z klubów NRL. Z Souths doszedł zaś do finału rozgrywek Queensland Premier Rugby.
Pomimo pierwotnych zapowiedzi o powrocie w kwietniu, pierwszy raz po odniesionej w Pucharze Świata kontuzji pojawił się w rozgrywkach Super Rugby 19 maja 2012 roku zagrawszy w pierwszej połowie meczu przeciwko Lions. Wziął również udział w pozostałych czterech meczach sezonu zasadniczego, lecz z powodu otrzymanej w ostatnim z nich żółtej kartki za niebezpieczną szarżę na Berricku Barnesie, za którą został przez SANZAR zawieszony na jedno spotkanie, nie wystąpił w przegranym meczu fazy play-off z Sharks. W czerwcu 2012 roku przedłużył kontrakt z Reds o trzy sezony – do końca 2015 roku, w sierpniu zaś, w ramach przygotowań do The Rugby Championship 2012, występował w barwach Souths.
Przedłużające się negocjacje z Australian Rugby Union zostały zerwane w listopadzie 2012 roku, tym samym również nowy kontrakt z Reds został wstrzymany. Cooper jednocześnie ogłosił, że do końca tego roku będzie trenował w klubie, a następnie spróbuje swoich sił w boksie. Pierwsza walka zaplanowana została na 8 lutego 2013 podczas gali, na której wystąpił Sonny Bill Williams. Ten właśnie zawodnik zaoferował również odstąpienie Cooperowi połowy swojego kontraktu, gdyby ten chciał dołączyć do niego w Sydney Roosters, kolejną możliwość stanowiłyby występy w Top 14, kluby National Rugby League nie były już bowiem w tym momencie zainteresowane jego pozyskaniem. Strony, dzięki mediacjom ze strony Reds, doszły jednak do porozumienia w sprawie występów Coopera w australijskim rugby 6 grudnia, a dwuletni kontrakt wart jest około 800 tysięcy AUD rocznie.
Przez walkę opuścił drugi przedsezonowy mecz przygotowawczy, w pierwszym zaś jego gra wykazywała powrót do dawnej świetności. W trakcie sezonu zakończonego w fazie play-off wystąpił we wszystkich spotkaniach, słabszą formę wykazując jedynie w kilku, w większości zaś zbierając pochwały. Zagrał również, po raz pierwszy w roli kapitana Reds, w przegranym meczu przeciw British and Irish Lions podczas ich australijskiego tournée.

### Kariera reprezentacyjna
Był stypendystą ogólnokrajowego programu National Talent Squad oraz Akademii Reds. W stanowych barwach występował w mistrzostwach kraju U-16 w 2004 roku wraz z Willem Genią i Davidem Pocockiem zajmując trzecią lokatę, zaś w kategorii U-18 w 2005 roku zdobył drugie miejsce, a rok później czwarte. Pociągnęło to za sobą powołania do kadry Australian Schoolboys, w której występował przez te dwa lata wystąpiwszy we wszystkich testemeczach rozegranych przez tę drużynę: w sześciu w 2005 roku i trzech w 2006. Podczas ostatniego z tych występów wraz z Kurtleyem Beale'em i Andrew Barrettem ustanowił rekord występów w tej reprezentacji wyrównany i pobity w 2010 roku.
W 2007 roku został powołany przez selekcjonera reprezentacji U-19 Phila Mooneya na mistrzostwa świata U-19, jednak ostatecznie nie znalazł się w kadrze wylatującej do Belfastu z powodu zobowiązań klubowych. Z powodu kontuzji nie był brany pod uwagę przy ustalaniu składu seniorskiej kadry A na Puchar Narodów Pacyfiku 2007. W roku następnym wraz z kadrą U-20 uczestniczył w inauguracyjnych MŚ juniorów, gdzie wystąpił we wszystkich pięciu meczach swojej drużyny zdobywając 46 punktów, a Australijczycy zajęli piąte miejsce.
Rok 2008 przyniósł również pierwsze powołanie do kadry seniorskiej, z którą udał się na listopadowe mecze do Hongkongu i Europy w setną rocznicę pierwszego tournée Australijczyków. Zadebiutował z ławki rezerwowych w meczu z Włochami 8 listopada 2008 roku, tuż po wejściu na boisko zdobywając decydujące o zwycięstwie przyłożenie, a następnie zagrał, również jako rezerwowy, w roli środkowego ataku w testmeczach z Francją i Walią, a w wyjściowym składzie Wallabies pierwszy raz zaprezentował się w towarzyskim meczu z Barbarians.
Pomimo słabszego sezonu Super 14 został powołany na czerwcowe mecze kadry, gdzie wystąpił przeciw Barbarians oraz dwukrotnie przeciw Włochom nie znalazł się jednak w składzie na mecz z Francją. W Pucharze Trzech Narodów zagrał w dwóch spotkaniach przeciw Springboks. Otrzymał również powołanie na kończące sezon reprezentacyjny siedem pojedynków kadry, w tym mecz Bledisloe Cup i pierwszą od dwudziestu pięciu lat próbę zdobycia Wielkiego Szlema na Wyspach Brytyjskich. Opuściwszy mecz z All Blacks zagrał w czterech pozostałych testmeczach tego tournée, a także w dwóch spotkaniach z brytyjskimi drużynami klubowymi: Cardiff Blues oraz Gloucester. W tym drugim grając przeciw idolowi z dzieciństwa – Carlosowi Spencerowi – miał udział we wszystkich pięciu przyłożeniach swojego zespołu. Te występy przyniosły mu przychylne recenzje jego dotychczasowych krytyków.
Reprezentacyjny sezon 2010 Cooper rozpoczął od występów we wszystkich czterech czerwcowych meczach z Fidżi, Anglią i Irlandią jako podstawowy łącznik ataku zastępując na tej pozycji Matta Giteau. Zawodnik utrzymał wysoką formę z sezonu ligowego walnie przyczyniając się do trzech zwycięstw, dodatkowo w dwóch z nich zdobywając nagrodę dla najlepszego zawodnika meczu. Podczas Pucharu Trzech Narodów wystąpił w czterech spotkaniach, a w meczu ze Springboks otrzymał żółtą kartkę za niebezpieczną szarżę na Morné Steynie, a następnie dwumeczową karę. Zawodnik złożył apelację, jednak SANZAR podtrzymał swoją decyzję, co oznaczało, że Coopera ominęły dwa spotkania Bledisloe Cup. Znalazł się następnie w składzie na tournée kadry po północnej półkuli, gdzie wystąpił we wszystkich pięciu testmeczach. Pod koniec października Australia przerwała passę dziesięciu z rzędu porażek z All Blacks, pokonując następnie Walię, Włochy i Francję, ulegając jedynie Anglii. Ogółem podczas tego sezonu reprezentacyjnego zagrał w trzynastu z piętnastu spotkań zdobywając pięć przyłożeń, podwyższenie i trzy karne, w opinii szkoleniowców był najbardziej rozwijającym się zawodnikiem zespołu w tym roku, który jednak wymagał jeszcze pracy w zakresie obrony.
Został powołany na zaplanowane na lipiec i sierpień 2011 roku spotkania reprezentacji, jednak nie wystąpił w niespodziewanie przegranym spotkaniu z Samoa. Wziął natomiast udział we wszystkich czterech meczach Pucharu Trzech Narodów, który zakończył się pierwszym od dziesięciu lat triumfem Australijczyków. Pozostał również w okrojonej do trzydziestu zawodników kadrze na Puchar Świata w Rugby 2011, gdzie we wszystkich spotkaniach wyszedł na boisko w podstawowym składzie. Ogłoszony podczas tego turnieju przez nowozelandzkie media „wrogiem publicznym numer 1” nie mógł odnaleźć formy, którą prezentował w sezonie Super Rugby oraz Pucharze Trzech Narodów, krytykowany był zwłaszcza za spotkania w fazie pucharowej z RPA i Nową Zelandią. Jej przebłyski pokazał w pierwszych dwudziestu minutach meczu o trzecie miejsce, w którym Wallabies pokonali Walię. Cooper doznał w nim kontuzji więzadła krzyżowego przedniego w prawym kolanie, która wyeliminowała go z gry na pół roku, w tym również z rozegranych na przełomie listopada i grudnia meczów przeciw Barbarians i Walii.
Pod koniec maja 2012 roku w wyniku kontuzji kilku łączników ataku wskazywanych do występów w reprezentacji, w tym podstawowych, Jamesa O’Connora i Kurtleya Beale'a, został wymieniony w grupie zawodników trenujących do czterech czerwcowych spotkań ze Szkocją i Walią pomimo rozegrania jedynie 120 minut w Super Rugby po powrocie z rehabilitacji. Robbie Deans nie zdecydował się jednak ostatecznie na jego włączenie do meczowych składów. W inauguracyjnej edycji The Rugby Championship zagrał raz z każdym z przeciwników – pominięty przy pierwszym spotkaniu z All Blacks, znalazł się w składzie na drugi mecz Bledisloe Cup, a także na potyczki ze Springboks i debiutującą w zawodach Argentyną, ostatnie dwa spotkania opuścił zaś z powodu kontuzji kolana. W opinii selekcjonera nie spełnił on jednak pokładanych w nim nadziei. Kontrowersyjne wypowiedzi zawodnika na temat reprezentacji oraz związku, a także dłuższa niż zakładano rehabilitacja spowodowały, że nie znalazł się w składzie na europejskie tournée Australijczyków.
Został wymieniony w szerokiej kadrze przygotowującej się do sezonu 2013, jednak nie znalazł się w składzie na spotkania z British and Irish Lions. Po przejęciu funkcji selekcjonera kadry przez Ewena McKenzie oczekiwany był powrót Coopera do gry w reprezentacji, jednak sam zawodnik nie uważał za pewnik miejsca w wybieranym przez swojego mentora składzie. Powołany został na The Rugby Championship 2013, turniej rozpoczął jednak poza pierwszą piętnastką. Po dwóch występach z ławki rezerwowych przeciwko All Blacks powrócił do podstawowego składu przeciw Springboks, jednak w wysoko przegranym spotkaniu nie spełnił pokładanych w nim nadziei, w rewanżu był zaś najlepszym australijskim graczem, a jego szeroki przekop zaowocował jedynym przyłożeniem dla Australijczyków. Przyczynił się do jedynego przyłożenia w wygranym pierwszym meczu z Pumas, w drugim zaś jego kombinacyjna gra wraz z Willem Genią dała Australijczykom najwyższe zwycięstwo w The Rugby Championship.

## Osiągnięcia
- Puchar świata w rugby – 3. miejsce: 2011
- Puchar Trzech Narodów – zwycięstwo: 2011
- Super Rugby – zwycięstwo: 2011
- Australian Super 14 Player of the Year – 2010[43]

## Varia
- Ma starszą rodzoną siostrę (Shavarn) oraz czworo przyrodniego rodzeństwa: dwie siostry (Georgie i Pania) i dwóch braci (Reuben i Moses)[240].
- Jest maoryskiego pochodzenia. Matka, Ruhia, nadała mu jednak imię po zobaczeniu filmu, w którym grał Dennis Quaid[5].
- Przez rok spotykał się z Stephanie Rice – australijską pływaczką, medalistką olimpijską[241].
- Jego menadżerem jest Khoder Nasser, pod którego pieczą jest również Anthony Mundine i Sonny Bill Williams[17].
- W pierwszej walce bokserskiej za przeciwnika miał specjalizującego się głównie w muay thai Barry Dunnett[242][243]. Rozegraną 8 lutego 2013 roku w Brisbane Entertainment Centre walkę Cooper rozstrzygnął na swoją korzyść poprzez nokaut w pierwszej rundzie[244]. Zawodnik utrzymywał, iż przygotowanie do tej walki pozwoliło mu na zwiększenie sprawności fizycznej[245], jego trenerzy twierdzili zaś, że ma on dobre zadatki w tym sporcie[246].

## Kontrowersje
- Celebrując nadchodzący w listopadzie 2008 roku debiut w seniorskiej kadrze James O’Connor wraz z Cooperem unikając ruchu ulicznego urządzili sobie trening podań na ulicach Padwy[247].
- W czerwcu 2009 roku Cooper, James O’Connor i Josh Valentine zostali ukarani przez związek kilkutysięcznymi karami za obrzucanie się jedzeniem, w wyniku czego jeden z zajmowanych przez zawodników pokojów za dodatkową opłatą musiał być gruntownie wysprzątany[247][248].
- Kilka miesięcy później poniósł kolejne sankcje finansowe, tym razem w wysokości 10 tysięcy AUD – był bowiem obiektem skarg klientów jednego z klubów w Brisbane, a w drodze powrotnej do domu wybił szybę w taksówce[17][249].
- Na początku grudnia tego samego roku nastąpił incydent, który mógł wiązać się z poważnymi konsekwencjami prawnymi. Tuż po powrocie z europejskiego tournée Australijczyków wziął udział w wieczorze kawalerskim Petera Hynesa w Gold Coast. Oddaliwszy się następnie od towarzystwa rzekomo wyważył drzwi jednego z domów w dzielnicy Surfers Paradise zamieszkałego przez dwóch studentów i włamał się do niego wchodząc w posiadanie przenośnych komputerów. Około czwartej rano został zatrzymany przez policję i odstawiony do aresztu, z którego następnie został zwolniony za poręczeniem majątkowym, sprzęt został zaś odzyskany. Sam zawodnik twierdził, iż nie pamięta większości tego wieczoru[164][250][251]. Jego prawnicy argumentowali, że stupor, podobny do efektu po tabletce gwałtu, można częściowo przypisać dwudziestopięciogodzinnej podróży powrotnej z Europy, wzięciu tabletek nasennych zaleconych przez lekarza zespołu oraz wpływowi alkoholu przy braku jedzenia[5][252]. Australian Rugby Union nakazał zawodnikowi podjęcie terapii przed jakimkolwiek powołaniem do zespołu stanowego czy narodowego[253][254]. Sprawa ostatecznie nie trafiła do sądu, gdyż zgodnie ze stanowym prawem strony oraz policja skorzystały z możliwości mediacji – zawodnik wypłacił poszkodowanym 30 tysięcy AUD, nie ominęła go jednak kara ze strony związku w wysokości ćwierci tej kwoty za złą prasę[5][252][255].
- Tydzień przed zaplanowaną rozprawą Cooper został zatrzymany przez policję w czasie wyrywkowej kontroli i ukarany mandatem oraz zakazem prowadzenia pojazdów przez sześć miesięcy za brak ważnego prawa jazdy[256].
- „Trzej Amigos” – Cooper, James O’Connor i Kurtley Beale – w listopadzie 2010 roku wdali się w bójkę pomiędzy sobą podczas pobytu w Paryżu[257].
- Pod koniec grudnia 2011 roku wdał się w barowy incydent na North Stradbroke Island, przez co otrzymał półroczny zakaz wstępu do lokali na tej wyspie[258].
- W czerwcu 2012 roku Cooper oraz Kurtley Beale ponownie znaleźli się w centrum dochodzenia związku, razem uwikłani byli w incydent z ochroniarzami hotelu w Brisbane – nie zostali bowiem ponownie wpuszczeni na jego teren. Pomimo wezwania policji, obyło się bez aresztowań[259]
- We wrześniu tego samego roku kontuzjowany Cooper udzielił wywiadu telewizyjnego, w którym określił atmosferę panującą w reprezentacji jako „toksyczną” oraz „niszczącą go jako gracza i człowieka”. Krytykował również obiekty treningowe i taktykę zespołu oraz podawał w wątpliwość to, czy kiedykolwiek jeszcze zagra w barwach Wallabies. Trzyosobowy trybunał dyscyplinarny uznał, że Cooper złamał zasady ustalone przez związek swoimi komentarzami na Twitterze i w mediach pomiędzy 22 a 27 września. Zawodnik otrzymał kary finansowe w wysokości 10 tysięcy AUD za niekorzystne opinie o sygnowanej przez ARU grze komputerowej Rugby Challenge oraz 50 tysięcy AUD za rzucenie złego światła na ten sport, a także zawieszenie na trzy spotkania. Spośród nich kara 20 tysięcy AUD oraz zakaz meczowy miały zostać uruchomione jedynie wtedy, gdyby zawodnik ponownie złamał zasady w ciągu najbliższych dwóch lat[260][261][262][263][264]. John Connolly domagał się rocznej dyskwalifikacji zawodnika[265], Greg Martin przenosił jednak część winy na postawę związku, zazdrość i brak przywódców w gronie Wallabies[266].